# 142 (число)
142 (Сто со́рок два) — натуральне число між  141 та  143.
- 142 день в році — 22 травня (у високосний рік — 21 травня)

## У математиці
- 142 — є  парним складеним тризначним числом.
- Сума цифр цього числа — 7
- Добуток цифр цього числа — 8
- Квадрат числа 142 — 20 164
- 47-ме напівпросте число [1]

## В інших областях
- 142 рік.
- 142 до н. е.
- NGC 142 — спіральна галактика з перемичкою ( SBb) в сузір'ї  Кит.
- (142) Пула — астероїд  головного поясу.